# Новый (Сарпинский район)
Новый (среди местных жителей употребляется также и прежнее наименование Багмалан) — посёлок (сельского типа) в Сарпинском районе Калмыкии, в составе Шарнутовского сельского муниципального образования.
Население — 205 человек (2010).

## Название
Первоначально посёлок назывался Багмалан (Бага-Малан). Дата и причины переименования в посёлок Новый не установлены.

## История
Дата основания посёлка неизвестна, предположительно населённый пункт возник в начале 1920-х годов в рамках политики по привлечению к оседлому образу жизни кочевых народов. 
Летом 1942 года Багмалан, как и другие населённые пункты улуса, был оккупирован немецко-фашистскими захватчиками. Посёлок освобождён к концу 1942 года. 28 декабря 1943 года калмыцкое население было депортировано, а Калмыцкая АССР ликвидирована. Посёлок был передан в состав Сталинградской области. В период депортации калмыков в посёлке вероятно никто не проживал. Так, в списках населенных пунктов по Сарпинскому району на 15 апреля 1945 года и на 01 января 1950 года посёлок не значится.
В 1956 году в посёлок начали возвращаться калмыки. В 1957 году посёлок возвращён в состав вновь образованной Калмыцкой автономной области.

## Физико-географическая характеристика
Посёлок расположен на северо-западе Сарпинского района, в пределах Ергенинской возвышенности, по правой стороне балки Водина, относящейся к бассейну реки Россошь, на высоте 129 м над уровнем моря. В балке близ посёлка имеется два пруда.
По автомобильным дорогам расстояние до столицы Калмыкии города Элиста составляет 230 км, до районного центра села Садовое — 46 км, до административного центра сельского поселения посёлка Шарнут - 29 км. До границы с Волгоградской областью - 2,6 км
Согласно классификации климатов Кёппена-Гейгера посёлок находится в зоне континентального климата с относительно холодной зимой и жарким летом (индекс Dfa). Среднегодовая норма осадков — 363 мм, наибольшее количество осадков выпадает в июне — 40 мм, наименьшее в октябре — по 22 мм. В окрестностях посёлка распространены светлокаштановые почвы различного гранулометрического состава в комплексе с солонцами.
Часовой пояс
Посёлок Новый, как и вся Республика Калмыкия, находится в часовой зоне МСК (московское время). Смещение применяемого времени относительно UTC составляет +3:00.

## Население
| 2002 | 2010 |
| ---- | ---- |
| 250  | ↘205 |

Национальный состав
Согласно результатам переписи 2002 года большинство населения посёлка составляли калмыки (95 %)

## Социальная инфраструктура
Основное общее образование жители посёлка получают Новой основной школе. Медицинское обслуживание обеспечивают фельдшерско-акушерский пункт и расположенная в селе Садовом Сарпинская центральная районная больница.
Водоснабжение населения посёлка осуществляется через водопроводную сеть со скважиной и водонапорной башней. Подъезд с твёрдым покрытием к посёлку отсутствует.